# Jax (cantautrice)
Jax, pseudonimo di Jaclyn Cole Miskanic (Atlantic Beach, 5 maggio 1996), è una cantautrice statunitense.
Diventata famosa grazie alla partecipazione alla quattordicesima stagione del talent americano American Idol. Il suo singolo Victoria Secret è entrato nella Billboard Hot 100.

## Biografia
Jax è cresciuta a Atlantic Beach, New York, e si è trasferita con la sua famiglia nel 2005 a East Brunswick, New Jersey. Ha iniziato a cantare all'età di 5 anni. Suo padre, John, è un pompiere, che è stato ferito in servizio durante gli attacchi dell'11 settembre, e sua madre, Jill, è insegnante. Dopo aver frequentato le scuole pubbliche, Jax è stata istruita a casa a partire dalla terza media, per darle tempo sufficiente per lezioni di canto, esibizioni e registrazioni.
A partire dalla metà del 2014, ha studiato alla New York University di Londra, dove ha vinto la borsa di studio John Lennon nella scrittura di canzoni tramite la BMI Foundation.

## Carriera

### American idol
Jax fece un provino per la quattordicesima stagione di American Idol, con la canzone "I Want To Hold Your Hand" dei Beatles. Ha cantato "Toxic" di Britney Spears per la sua prima audizione da solista durante la settimana di Hollywood. Jax cantò "Let It Be" dei Beatles per la sua ultima esibizione da solista. Ha eseguito "Piece of My Heart" di Janis Joplin con Steven Tyler durante il finale di stagione dello show. Jax è arrivata terza nella competizione, e il suo primo singolo, "Forcefield", è stato rilasciato subito dopo la finale. Nel luglio 2015, Jax e gli altri cinque concorrenti di American Idol hanno iniziato l'American Idols LIVE! Tour 2015. Il tour è iniziato a Clearwater, Florida e si è concluso il 28 agosto 2015 a Riverside, California. 

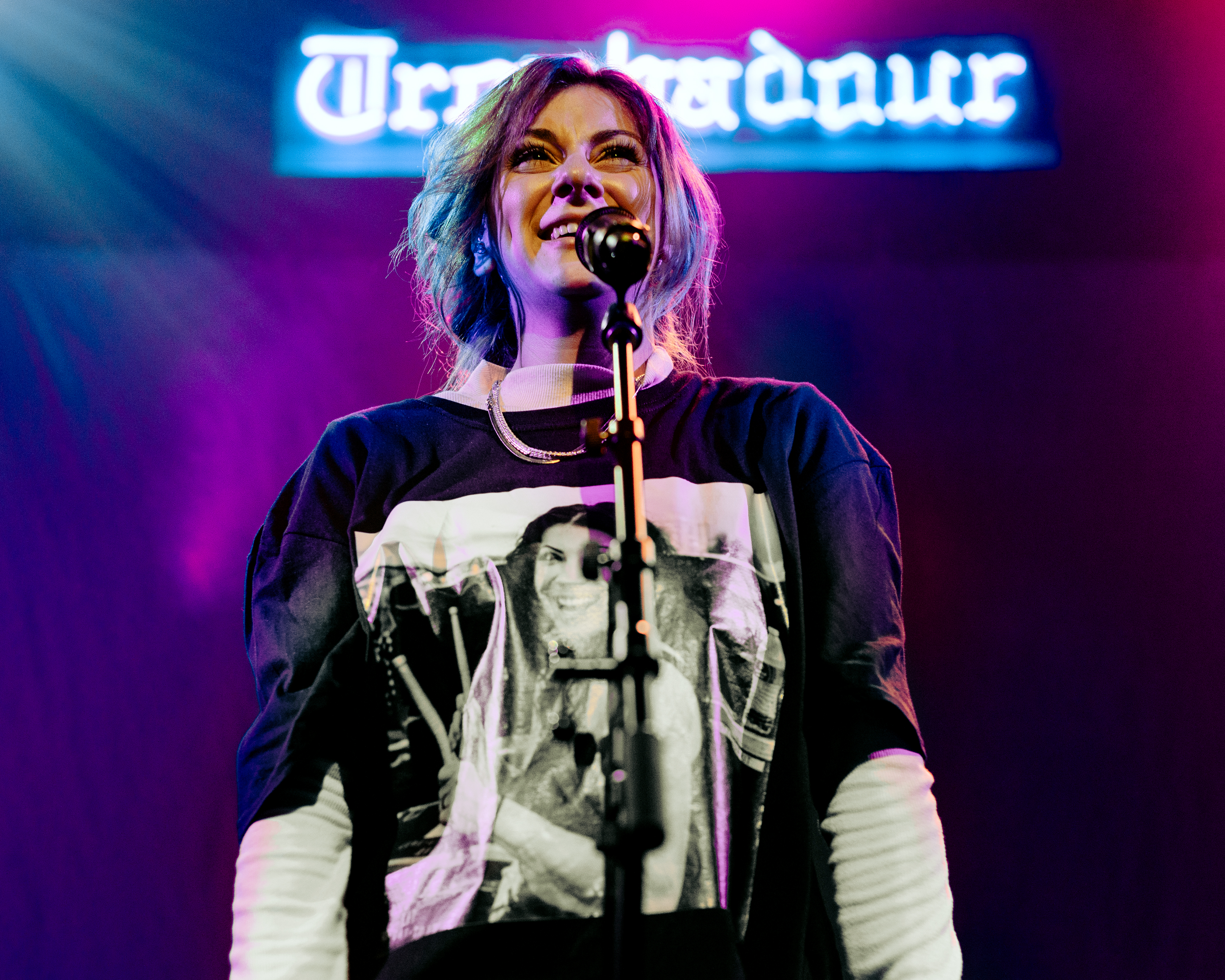
Troubadour - 27 febbraio 2022

### 2016 a oggi
La prima registrazione dopo American Idol di Jax, La La Land, è stata pubblicata il 6 gennaio 2016. La canzone parla della sua esperienza su American Idol. 
Nell'agosto 2016, Jax ha rivelato che stava combattendo il cancro alla tiroide.
Nel 2017 ha pubblicato l'EP Funny, che ha raggiunto la posizione numero 17 della Billboard Heatseekers Albums. 
Nel 2018, Jax è stata invitata a esibirsi alla celebrazione della Giornata dell'Indipendenza della Casa Bianca. Questo ha causato qualche controversia, a causa dei sentimenti che circondano la presidenza di Trump al momento dell'esibizione. Jax poi è apparsa su Fox and Friends per difendere la sua decisione di esibirsi alla Casa Bianca, accusando la critica di "volgarità" e "bullismo" piuttosto che un commento politico.
Nel gennaio 2021 ha firmato un contratto discografico con la Atlantic Records. Nell'ottobre 2021, la sua canzone Like My Father ha debuttato al numero 38 della Billboard Adult Pop Airplay, Questa è stata la sua prima canzone nella classifica di Billboard.
Nel 2022, pubblica Victoria’s Secret. Il singolo si piazzò al trentacinquesimo posto della Billboard Hot 100, oltre ad essere certificato disco d'oro negli Stati Uniti. 
Il 13 ottobre 2023 viene pubblicata una versione del brano Iconic della band Simple plan che vede la partecipazione di Jax.